# Ida Faubert

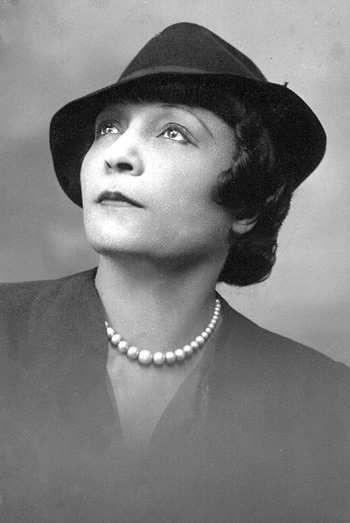
Ida Faubert

Ida Faubert (tên Kitô giáo Gertrude Florentine Félicitée Ida) (14 tháng 2 năm 1882, tại Port-au-Prince – 1969, ở Joinville-le-Pont) là một nhà văn người Haiti, con gái của cựu tổng thống Haïti, Lysius Salomon.
Bà sống ở Pháp từ năm 1914 đến 1969, nơi bà kết hôn; bà đã tham gia vào các phong trào nữ quyền và nghệ thuật. Các tác phẩm nổi tiếng của bà bao gồm Cœur des Îles, Histoires d'Haïti et d'ailleurs và Œuvres.